# Кездур
Кездур — деревня в Кезском районе Удмуртской республики.

## География
Находится в северо-восточной части Удмуртии на расстоянии приблизительно 3 км на юг-юго-запад по прямой от районного центра поселка Кез на правом берегу речки Лып.

## История
Известна с 1873 года как починок При речке Кез с 4 дворами. В 1905 году (починок При речке Кезе или Кездур) учтено 15 дворов, в 1924 (уже деревня Кездур) — 22. До 2021 года входила в состав Сосновоборского сельского поселения.

## Население
Постоянное население составляло 51 человек (1873 год), 132 (1905), 201 (1924, все удмурты), 135 человек в 2002 году (удмурты 87 %), 129 в 2012.